# فرودگاه شهری لوگان (ویرجینیا غربی)
فرودگاه شهری لوگان (ویرجینیا غربی) (به انگلیسی: Logan County Airport (West Virginia)) یک فرودگاه همگانی بهره‌برداری هوایی است که یک باند فرود آسفالت دارد و طول باند آن ۱۰۹۷ متر است. این فرودگاه در کشور ایالات متحده آمریکا قرار دارد و در ارتفاع ۵۰۸ متری از سطح دریا واقع شده است.